# Гвичин
Гвичини (или Кучин, Динџи Жу, Лоучо, Тукуд) су атабаскански народ, староседеоци су крајњег северозапада Северне Америке. Насељавају америчку државу Аљаску и канадске територије Јукон и Северозападне територије.
Гвичини су познати по изради крпља, кануа од брезове коре и одеће од коже карибуа. Данас се економија Гвичина заснива на лову (лос, карибу), риболову (лосос) и сезонским пословима.

## Име
Кучин и Гвичин се може превести као „онај који станује” или „становник области”. Французи су Гвичине називали именима Лоучо (фр. Loucheux) и Тукуд (фр. Tukudh), а ова имена су употребљавали и англикански мисионари. Сами Гвичини су себе називали Динџи Жу (енгл. Dinjii Zhuu). Динџи Жу буквално значи „мали народ”, фигуративно се односи на све „Индијанце”, не само на Гвичине.

## Гвичински језик
Гвичински језик припада централноаљаско-јуконској подгрупи северноатабасканских језика. Свако гвичинско село има свој дијалекат, идиоме и изразе.
Дијалекти гвичинског језика се групишу у две групе дијалеката: 
- источна група;
- западна група.

Граница ове две групе дијалеката приближно одговара граници између Канаде и Америке.
Око 300 Гвичина са Аљаске говори гвичинским. Међутим, према УНЕСКО-овом „Интерактивном атласу светских језика у опасности”, гвичински језик је озбиљно угрожен језик и има мање од 150 говорника на Аљасци и 250 у северозападној Канади који течно говоре гвичинским.

## Гвичинска племена
Почетком XX века Гвичини су се делили на следеће групе:
- Источни Гвичини:
  - Гвичја (енгл. Gwichya) — делта реке Макензи и на истоку до реке Андерсон;
  - Титлит (енгл. Teetl’it) — у области реке Пил западно од доњег тока реке Макензи;
  - Горњопоркјупајнски Гвичини — око горњег тока реке Поркјупајн;
  - Вунтут (енгл. Vuntut) — средњи ток реке Поркјупајн
- Западни Гвичини:
  - Дранџик (енгл. Draanjik) — око река Блек Рив`р и Салм`н;
  - Гвичјаа (енгл. Gwichyaa) — долина реке Јукон источно од реке Шандалар;
  - Ницаии (енгл. Neetsaii) — басен реке Шандалар;
  - Дихаии (енгл. Di’haii) — западно и северозападно од реке Шандалар (око 1850. Ескими Инупијати су их практично уништили, остатке су асимиловали Нецаи);
  - Вашраии ку (енгл. Vashraii Khoo)
  - Денду (енгл. Denduu) — планине јужно од горњег тока реке Б`рч Крик.

Поред њих, помињу се још и следеће групе: Шу Дранџик (енгл. Shoo Draanjik), Китлит (енгл. K’iitl’it), Титсии (енгл. Teetsii), Танан (енгл. Tanan), Данџит ханлаии (енгл. Danzhit Hanlaii), Нитат (енгл. Nihtat) и Едитат (енгл. Ehdiitat).

## Гвичинска насеља
Око 9.000 Гвичина живи у 15 малих насеља у Јукону, Северозападним територијама и северној Аљасци:
- Аљаска (САД):
  - Бив`р (Гвичјаа)
  - С`ркл (Данџит ханлаии)[3]
  - Форт Јукон (Гвичјаа)[3]
  - Чалкитсик (Дранџик)[3]
  - Б`рч Крик (Денду)[3]
  - Арктик Вилиџ[3] (Дихаии, Вашраии ку и Ницаии)
  - Винитај (Ницаии)[3]
  - Игл Вилиџ (Вунтут)
  - Кенј`н Вилиџ
  - Шандалар
- Јукон (Канада):[3]
  - Олд Кроу („Вунтут Гвичин прва нација”)
- Северозападне територије (Канада):[3]
  - Инувик („Нитат Гвичин нација”)
  - Аклавик („Едиитат Гвичин нација”)
  - Форт Мекферсон (или Титлит жи) („Титлит Гвичин нација”)
  - Тсигечик (енгл. Tsiigehtchic, раније Арктик Ред Рив`р) („Гвичја Гвичин нација”)